# Johan Sechmann Fleischer
Johan Sechmann Fleischer (* 15. September 1702 auf Schloss Dragsholm, Fårevejle Sogn, Dänemark; † 28. Februar 1789 in Grovendal, Vossevangen, Voss, Norwegen) war ein dänisch-norwegischer Kaufmann und Jurist.

## Leben

### Herkunft und Kindheit
Johan Sechmann Fleischer war der Sohn des Kapitäns Herman Reinhold Fleischer (1656–1712) und seiner Frau Megtele (Mechthilde) Anna Marie Sechmann († 1706). Die Familie Fleischer stammt ursprünglich aus Elbląg und war seit dem 17. Jahrhundert in Dänemark ansässig, als Johan Sechmann Fleischers Großvater mit seinem Bruder dorthin einwanderte. Er wuchs während des Großen Nordischen Kriegs auf. Als er drei Jahre alt war, starb die Mutter bei einer Zwillingsgeburt, woraufhin er mit seinen Geschwistern von seiner Tante Anna Margrethe Fleischer († 1722) und ihrem Mann, dem Pastor Niels Hansen Glumsøe († 1736) in Brønshøj aufgezogen wurde. Sein verwitweter Vater heiratete in zweiter Ehe Nille Winecke (1682–1770), fiel aber 1712 bei der Schlacht bei Gadebusch. Später wuchs Johan Sechmann Fleischer bei seinem Großvater mütterlicherseits auf.

### Ausbildung und Militärkarriere
Als er 12 Jahre alt war, wurde er an der Seekadettenakademie aufgenommen und zog zu seinem Großonkel Staatsrat Balthasar Sechmann (1645–1722), der in Kopenhagen lebte. 1717 beendete er die Ausbildung und wurde in der Ostsee in eine Schlacht gegen die englische Flotte eingebunden. Ein befreundeter Mitschüler empfahl ihm, sich für eine Handelsreise nach Ostindien anwerben zu lassen, was Johan Sechmann tat, aber als sein Großonkel davon erfuhr, strich er ihn wütend von der Mannschaftsliste und er musste in Dänemark bleiben. Er bat daraufhin um seine Versetzung von der Marine zum Heer, die akzeptiert wurde, woraufhin er in Norwegen eingesetzt wurde. Während eines Einsatzes verlor er wegen einer Kanone das Gehör auf dem einen Ohr. Nach dem Tod des feindlichen schwedischen Königs Karl XII. wurde er im Sommer 1719 nach Rendsburg versetzt. Nur wenige Wochen später kehrte er jedoch nach Kopenhagen zurück, um die Heerkadettenschule zu besuchen. Anschließend wurde er im Mai 1720 im Range eines Sergeants in Helsingør stationiert. 1724 wurde er zum Sekundleutnant befördert. Sein älterer Bruder Philip Fleischer († 1764) teilte ihm 1725 mit, dass er zum Leutnant befördert werden sollte, woraufhin Johan Sechmann sich beschwerte und dafür sorgte, dass sein Bruder von Alters wegen Vorrang erhielt. Da der Krieg 1721 geendet hatte und es somit keine wirklichen Beförderungsmöglichkeiten im Militär gab, ließ Johan Sechmann sich von den Cousins seiner Mutter, den Neffen seines 1722 verstorbenen Großonkels dazu überreden, seine Militärkarriere zu beenden.

### Zeit in Grönland
1726 wurde er bei einem von diesen, dem Juristen Diderik Sechmann (1684–1743) angestellt. Er ließ sich von diesem in Jura unterrichten und versuchte sich nebenher erfolglos als Kaufmann. 1728 traf er seinen alten Freund Jesper Reichardt wieder, der nach seinem Einsatz in Ostindien nun nach Grönland reisen sollte. Er hörte, dass in der dortigen Kolonie, die gerade nach Nuuk versetzt werden sollte, der Posten als Proviantverwalter unbesetzt war, und ließ sich dazu überreden, sich zu bewerben. Der König gab ihm die Stelle, sehr zum Missfallen seiner Familie, die sich weigerten, ihn zu verabschieden.
Am 12. Mai 1728 reiste er nach Grönland ab und erreichte am 23. Juni die Kolonie Haabets Ø. Von dort aus fuhr er am 14. Juli nach Nuuk, wo die Kolonie zukünftig liegen sollte. Die ersten Wochen und Monate war er damit beschäftigt, die neue Kolonie aufzubauen. Im Winter brach eine Skorbutepidemie aus, der ein so großer Teil der Mannschaft zum Opfer fiel, dass es schließlich nicht mehr gelang, die Männer zu begraben, was stattdessen erst im April 1729 geschah.
Im Mai fuhr Fleischer gemeinsam mit anderen Männern, darunter Gouverneur Claus Paars nach Norden, um das 1724 gegründete, aber kurz darauf von holländischen Walfängern zerstörte Nipisat wieder aufzubauen. Sie führten selbst Walfang durch, was aber nicht recht gelang. Nebenher bemühte er sich Gartenbau zu betreiben, aber auch dies nur mit mittelmäßigem Erfolg. 1730 erhielten sie die Nachricht, dass der Walfang eingestellt werden sollte und die Mannschaft nach Dänemark zurückkehren sollte. Da hierfür aber kein Schiff vorhanden war, mussten sie in Nipisat überwintern. Im Mai 1731 unternahm er eine Reise in die Diskobucht gemeinsam mit dem Handelsassistenten Jens Hiort und fünf weiteren Personen. Auf der Rückreise wurde ihr Boot vom Eis zerstört und sie strandeten auf einer Eisscholle mit Proviant für nur zwei Tage. Ein Ruderer schlug deswegen vor, einen Jungen zu töten und zu verspeisen, woraufhin Fleischer auslosen ließ, wer getötet werden sollte. Der Ruderer zog buchstäblich den kürzesten, aber glücklicherweise wurden sie tags darauf von einem holländischen Walfängerschiff entdeckt und gerettet. Im Juni 1731 erhielten sie schließlich die Möglichkeit nach Europa zurückzukehren, da beschlossen worden war, die Kolonisierung Grönland aufzugeben.

### Zeit als Sorenskriver in Norwegen
Nach einer stürmischen Überfahrt, wo sie beinahe bei Schottland sanken, erreichten sie Kopenhagen Anfang September 1731. Ursprünglich war ihm versprochen worden, dass alle, die sechs Jahre in Grönland gedient hatten, nach ihrer Rückkehr weiterhin Lohn erhalten sollten, bis sie ein neues Amt erhalten hatten. Alle waren nun nur drei Jahre in Grönland gewesen, da man sie zurückbeordert hatte, und zu Fleischers Missfallen stand er somit ohne Amt und ohne Lohn da. Die folgenden Monate und Jahre bemühte er sich um eine neue Anstellung. Unter anderem bewarb er sich erfolglos auf das Amt des Vogts in Sunnhordland und Hardanger.
Als kurz darauf jedoch das Amt des Sorenskrivers in Hardanger, Voss und Lysekloster frei wurde, erhielt Fleischer die Stelle am 20. März 1733. Er reiste kurz darauf nach Norwegen und fand seine Sorenskriveri in desolatem Verwaltungszustand vor. Er beschwerte sich und wies seine Verantwortung hierfür zurück, fügte sich aber und schuf schließlich Ordnung. Er lebte auf dem Hof Hesthamar bei Kinsarvik. Am 9. September 1735 heiratete er in Bergen Cathrine Geelmuyden (1705–1774), Tochter des niederländischstämmigen Kanzleirats Knud Geelmuyden (um 1667–1749) und seiner Frau Anne Beate Storch (1675–1750). Zugleich wurde er zum Richter im Birk Ballerup ernannt sowie zum Assessor im Kopenhagener Hofgericht. Die Cousins seiner Mutter hatten ihm die Stelle verschafft. Da seine Frau und Schwiegermutter jedoch nicht nach Dänemark ziehen wollten, lehnte Fleischer das Amt ab. Als Ersatz erhielt er am 14. Oktober 1735 den Titel eines Kanzleirats. Es ist überliefert, dass er ein begabter Jurist war und zudem wurde er sehr wohlhabend. 1775 ließ er sich pensionieren, nachdem man während einer Verwaltungsreform sein Einflussgebiet verändert hatte, was ihn sehr erzürnte. Am 14. Mai 1777 wurde er zum Etatsrat ernannt. Er lebte seine alten Tage auf dem Hof Grovendal in Vossevangen. Dort starb er am 28. Februar 1789 im Alter von 86 Jahren.

### Nachkommen
Er hatte elf Kinder aus seiner Ehe, von denen zwei jedoch jung starben:
- Herman Reinhold Fleischer (1736–1824), Kriegsrat, verh. mit Marie Finde Astrup
- Anna Beata Fleischer (1737– ?), verh. mit Propst Hans Mossin (1716–?)
- Megtele Catharine Fleischer (1739–?), verh. mit Pastor H. Paludan
- Karen Catharine Fleischer (1740–?), verh. mit Bergrat H. F. Blichfeldt
- Frederik Diderik Sechmann Fleischer (1741–1819), Etatsrat und Jurist, verh. mit Johanne Elisabeth Wraatz
- Gerhard Wilhelm Fleischer (1742–1789), Kanzleirat und Stadtvogt, verh. mit Karen Angel
- Philip Fleischer (1745–1807), Propst, verh. mit Birgitte Margrethe Schröder, Anna Hegelund Christie und S. D. Irgens
- Michael Fleischer (1747–1814), Sorenskriver, verh. mit Cathrine Wilhelmine Castberg
- Knud Geelmuyden Fleischer (1749–1820), Propst, verh. mit Christence Jensine Nordahl

Mehrere seiner Enkelkinder waren auch in Grönland tätig, nämlich Christian Frederik Fleischer (1781–1848), Frederik Diderik Sechmann Fleischer (1783–1849) und Hans Mossin Fleischer (1789–1870), aber auch sein Neffe Johan Philip Fleischer (1756–1786) und sein Großneffe Uldrich Friderik Fleischer (1777–1804). Sie hinterließen die große Familie Fleischer in Grönland.